# Шуваев, Валентин Парамонович
Валентин Парамонович Шуваев (род. 1930 года, Рязанская область) — капитан среднего рыболовного траулера-рефрижератора № 9104 Управления экспедиционного лова Министерства рыбной промышленности СССР, Латвийская ССР. Герой Социалистического Труда (1961).

## Биография
Родился в 1930 году в Рязанской области.
Под его руководством экипаж судна СРТР-9104 досрочно выполнил плановые задания по добыче рыбы. Указом Президиума Верховного Совета СССР от 6 апреля 1961 года удостоен звания Героя Социалистического Труда «за выдающиеся успехи в развитии рыбного промысла в открытых морях и достигнутые высокие показатели в добыче рыбы» с вручением ордена Ленина и золотой медали Серп и Молот.